# Пейзановска скална църква
Пейзановската скална църква (на гръцки: Bυζαντινά ασκηταριά στο Ασβεστοχώρι) е средновековна скална църква край солунското село Пейзаново (Асвестохори), Гърция, част от Неаполската и Ставруполска епархия. Църквата е открита по време на Втората световна война в 1943 година. Представлява едностаен храм и прилежаща килия. Църквата е богато изписана, но стенописите са демонтирани и се съхраняват в Музея на византийската култура в Солун.